# Track day

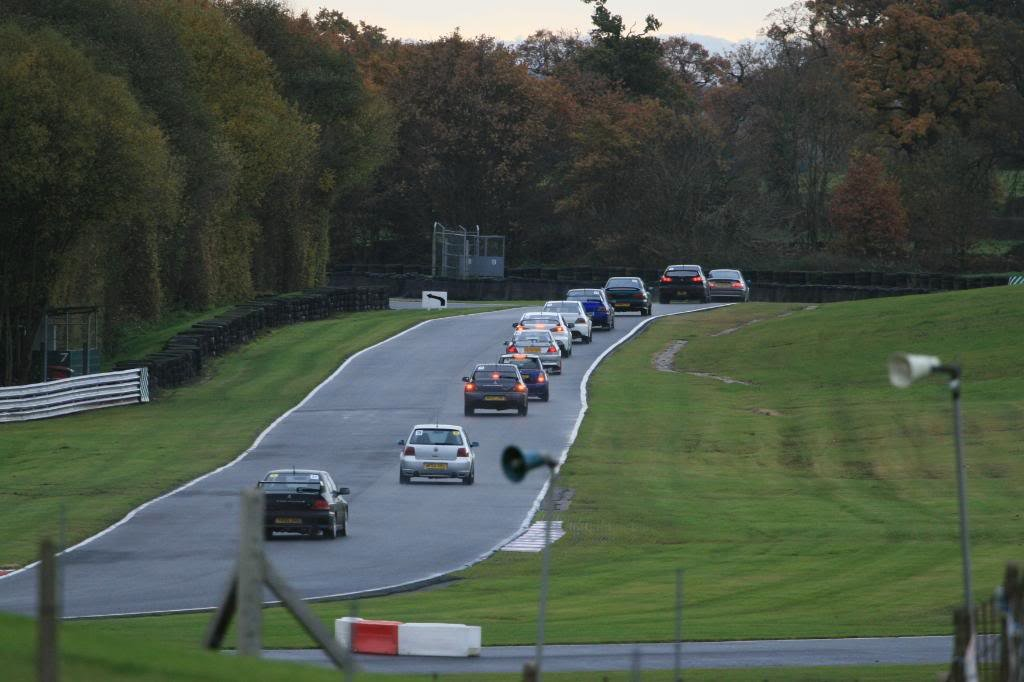
Track day sendo realizado

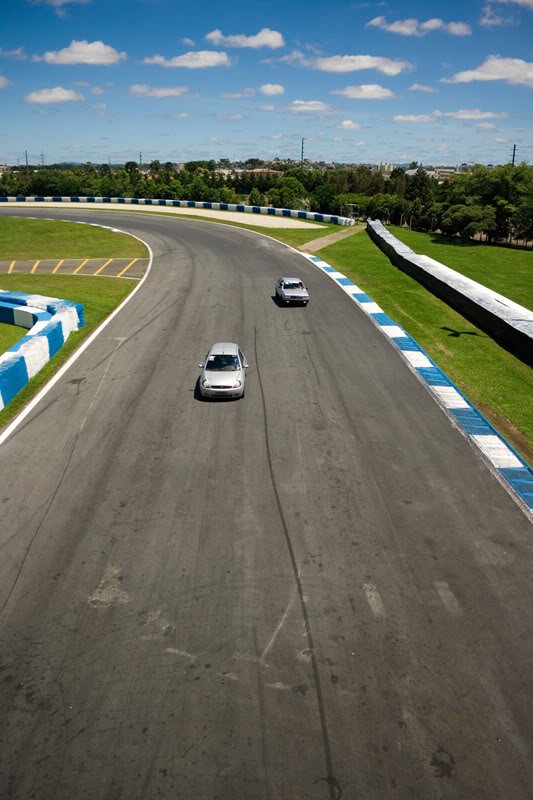
Track Day realizado no Autódromo Internacional de Curitiba

Track day (que em inglês significa: dia de pista) é um evento organizado no qual é permitido aos membros do público conduzir carros ou motocicletas em um autódromo profissional ou pista privada. Em sua tradução literal Track Day significa dia na pista. Trata-se de um evento esportivo, sem caráter competitivo, em que condutores habilitados podem conduzir seu veículo em um autódromo profissional.
Tendo papel na conscientização dos participantes, de que existe local certo e seguro para a prática. E que este local, não é a rua. Existem 2 modalidades distintas de Track Day:
- Car Track Day - Destinada a carros de passeio e caminhonetes leve.
- Moto Track Day - Destinada a motocicletas.

## Origens
Difundida há décadas em países europeus e no Estados Unidos, no Brasil, algumas escolas de pilotagem em conjunto com suas prefeitura já aplicam o Track Day. Atualmente, no Brasil, esse tipo de evento tem sido promovido por participantes de clubes de carros. Carros de diversas potências participam do evento.

## Autódromos brasileiros
Os seguintes autódromos realizam o evento:
- Autódromo de Interlagos, São Paulo - SP[4]
- Autódromo de Jacarepaguá, Rio de Janeiro - RJ[5]
- Autódromo Internacional de Curitiba, Curitiba - PR[6][7]
- Autódromo Internacional de Cascavel, Cascavel - PR[7][8]
- Autódromo Internacional de Guaporé, Guaporé - RS
- Autódromo Internacional de Tarumã, Viamão - RS
- Autódromo Internacional Virgílio Távora, Eusébio - CE
- Autódromo Internacional Nelson Piquet (Brasília), Brasília - DF
- Autódromo Velo Cittá, Mogi Guaçu - SP
- Autódromo Internacional Circuito dos Cristais , Curvelo - MG
- Autódromo Internacional Ayrton Senna (Londrina), Londrina - PR
- Autódromo da Fazenda Capuava, Indaiatuba - SP